# Wiesław Kozak
Wiesław Kozak (ur. 29 stycznia 1949 w Gdańsku) – polski biolog, specjalista w zakresie immunologii i fizjologii, profesor nauk biologicznych, profesor zwyczajny Uniwersytetu Mikołaja Kopernika w Toruniu, dziekan Wydziału Biologii i Nauk o Ziemi oraz Wydziału Biologii i Ochrony Środowiska tej uczelni.

## Życiorys
W 1973 ukończył studia na Uniwersytecie Mikołaja Kopernika w Toruniu. Doktoryzował się w 1983 na uczelni macierzystej na podstawie rozprawy zatytułowanej Zmiany aktywności lizosomalnej bydła domowego. Stopień naukowy doktora habilitowanego uzyskał w 2000 na UMK w oparciu o pracę Patogeneza gorączki. Tytuł naukowy profesora nauk biologicznych otrzymał 31 stycznia 2008.
Zawodowo związany z Uniwersytetem Mikołaja Kopernika w Toruniu, na którym doszedł do stanowiska profesora zwyczajnego (2012). W 2004 został kierownikiem Zakładu Immunologii. W kadencji 2008–2012 był dziekanem Wydziału Biologii i Nauk o Ziemi, natomiast w latach 2012–2016 pełnił funkcję dziekana Wydziału Biologii i Ochrony Środowiska UMK.
Specjalizuje się w fizjologii zwierząt, immunofizjologii i zoologii. Opublikował ok. 140 prac. Został członkiem Polskiego Towarzystwa Fizjologicznego i w latach 2008–2014 pełnił w nim funkcję sekretarza głównej komisji rewizyjnej. Należy także m.in. do Polskiego Towarzystwa Biochemicznego.